# Laura Barbieri
Laura Barbieri (Budrio, 24 ottobre 1967) è un'ex taekwondoka italiana.
Ha partecipato con la nazionale italiana di taekwondo per la categoria -65 chilogrammi seniores in varie competizioni internazionali, tra cui la Coppa Europa del 1989 a Santander (Spagna) e i campionati mondiali dell'agosto 1993 al Madison Square Garden di New York
Con cinque titoli italiani cinture nere e varie vittorie in competizioni nazionali e internazionali, risulta a tutt'oggi la miglior atleta bolognese di tutti i tempi, nonché una delle migliori atlete dell'Emilia Romagna ad aver calcato il quadrato da combattimento di taekwondo.
Gravi problemi ne imposero un prematuro ritiro nel 1993, all'apice della carriera sportiva.
Ritiratasi dall'agonismo, insegna taekwondo ai bambini a Budrio.